# Steffi Schmidt (Kunsthistorikerin)
Steffi Schmidt (* 3. Dezember 1922 in Berlin; † April 1990 ebenda) war eine deutsche Kunsthistorikerin.

## Leben und Werk
Steffi Schmidt besuchte von 1929 bis 1940 die Schule in Vlissingen und Amsterdam, wo sie auch Abitur machte. Nach einem kurzen Arbeitsdienstintermezzo studierte sie von 1940 bis 1943 Volks- und Handelskunde der Niederlande und Indonesiens, Niederländisch sowie Japanologie an der Berliner Universität, wo sie 1941 die Diplomprüfung in Niederländisch mit Sehr gut bestand und 1943 am „Seminar für Ostasiatische Sprachen“ (SOS) das Sprachdiplom für Japanisch erwarb. Während der beiden letzten Kriegsjahre wurde sie dienstverpflichtet, und nach Kriegsende arbeitete sie als Bibliothekarin in Berlin-Weißensee.
1948 bestand Schmidt die Prüfung für den Dienst an Volksbüchereien. Neben einer kaufmännischen Tätigkeit studierte sie von 1948 bis 1952 ostasiatische Kunstgeschichte an der Universität Heidelberg und arbeitete anschließend für die niederländische Botschaft in Bonn. Daneben besuchte sie als Gasthörerin die Universität Bonn. 1959 promovierte sie dort mit dem Thema „Die Niederlande und die Niederländer im Urteil deutscher Reisenden. Eine Untersuchung deutscher Reisebeschreibungen von der Mitte des 17. bis zur Mitte des 19. Jahrhunderts.“ Anschließend bot sich Gelegenheit zum Studium der ostasiatischen Volkskunde an der Universität Tōkyō und auch an der Gakugei-Universität, worauf sich eine Tätigkeit beim Forschungsinstitut der Deutschen Gesellschaft für Auswärtige Politik in Bonn anschloss.
1963 ermöglichte die Fritz Thyssen Stiftung Schmidt die Bearbeitung des Katalogs der ostasiatischen Holzschnitte der Kunstbibliothek in Berlin von 1963 bis 1966, ein Themas, das für sie zukunftsbestimmend wurde. Seit 1966 wurde sie dann zunächst als wissenschaftliche Angestellte, dann als Kustodin und damit zuständig der Japan-Bestände und schließlich als Oberkustodin am „Museum für Ostasiatische Kunst“ tätig. Im Rahmen ihrer Museumstätigkeit hat sie eine Reihe von Ausstellungen betreut, die auch in Düsseldorf, Bonn, Dänemark und Japan gezeigt wurden.

## Publikationen (Auswahl)
- Travestien im japanischen Holzschnitt der Edo-Zeit (1615–1867). Beiträge zur Kunst Ostasiens. (MOAG 48.) Tôkyô 1968, 51–106.
- Meisterwerke des japanischen Farbenholzschnittes. Ausstellung der Kunstbibliothek im Haus am Waldsee, 25.9. – 31.10.1965. Berlin 1965.
- Meisterwerke des japanischen Farbenholzschnittes. Ausstellung im Staatlichen Museum Bielefeld, 6.1.–30.1.1966. Bielefeld 1966.
- Katalog der chinesischen und japanischen Holzschnitte. 1971.
- Schauspiel und Tanz im japanischen Farbholzschnitt. Ausstellung im KunstamtWedding, 10.10.–13.11.1974. Berlin 1974.
- Ostasiatische Holzschnitte II. 1975. Mit  Susanne Wen-pu Yao.
- Ostasiatische Holzschnitte I. 1976.
- Ein Holzschnitt-Faltalbum mit Pflanzendarstellungen des japanischen MalersItô Jakuchû, datiert 1768. Jahrbuch Preußischer Kulturbesitz. 22.1985, 413–426.
- Korekushon no rekishi. Masterpieces of Ukiyo-e from Museum für Ostasiatische Kunst. Ausstellung in Tôkyo, Shizuoka, Ôsaka und Nagoya, 1.9.–8.11.1988. Tôkyô 1988.
- Surimono – Kostbare japanische Farbholzschnitte aus dem Museum für Ostasiatische Kunst, Berlin. Zusammen mit Setsuko Kuwabara. Berlin, Reimer 1990, ISBN 3-496-01071-1.